# Агафи, Александр Дмитриевич
Алекса́ндр Дмитриевич Ага́фи (ок. 1792, Астрахань — 1816, Астрахань) — русский баснописец XIX века.

## Биография
Грек по национальности. Родился в Астрахани около 1792 года в семье путешественника и директора училищ Кавказской губернии Дмитрия Александровича Агафи. Дом Д. А. Агафи был в Астрахани центром общения деятелей культуры. Сам Дмитрий Александрович преподавал в училище арабский, персидский и турецкий языки. На своих салонах он представлял слушателям свои новые переводы восточной поэзии, а его сын Александр — свои первые басни.
14 февраля 1809 года Александр поступил в Казанский университет.
1 мая 1812 года окончил университет с аттестатом.
Служил чиновником в Астрахани в канцелярии губернатора. Был членом Казанского общества любителей отечественной словесности. Александр Дмитриевич писал басни и публиковал их в «Восточных известиях». В 1814 году выпустил в Астрахани сборник «Басни» (в типографии фон Вейскгопфена и Литка), посвятив книгу астраханскому губернатору С. С. Андреевскому. В 26-страничную книгу вошли 12 басен. Среди них: «Бабочка и сверчок», «Бык и лягушка», «Гора в родах», «Журавль», «Котёнок и чиж», «Смерть и дровосек», «Ссора» и другие. Часть басен Агафи заимствовал из Европы (Жан де Лафонтен и др.), некоторые были собственного сочинения. Басни Агафи имели морально-дидактический элемент, часть из них отличались местным колоритом. На книгу Агафи отозвалась столичная критика в журнале «Сын Отечества», что сделало молодого поэта известным.
Бытовой характер произведений Агафи близок к басням А. Е. Измайлова.
Как утверждается в Русском биографическом словаре, басни эти были написаны «довольно неуклюжими стихами, составлявшими большей частью плохое подражание И. А. Крылову». В то же время, драматург Н. В. Сушков в своей рецензии отмечал наряду с «литературным ученичеством» ясность, простоту и остроумие Агафи.
Александр Дмитриевич Агафи скончался в Астрахани летом 1816 года.

## Цитаты
Басня «Бык и лягушка»:

Лягушка увидав огромного Быка,

Хотела так же быть толста и велика.

Итак, чтоб с ним во всём сравняться,

Старалася она как можно надуваться.

«Послушай-ка, мой свет! —

Кричала так она подружке,

Одноболотной с ней Лягушке. —

Похожа ли теперь я на Быка иль нет?»

— «Никак». — «Ну, вот теперь?» — «Нимало».

— «Фу, пропасть! Ну, ещё?» — «Ещё всё ничего».

— «Во что бы то ни стало,

А буду походить я очень на него!» —

Так думала она; и снова надуваться

В досаде принялась, сколь можно было ей.

Однако ж лопнула, но не смогла сравняться

С Быком величиной своей.